# Valentijn (heilige)
Valentijn (Latijn: Valentinus) is de naam van drie of vier heiligen en/of martelaren uit de derde, vierde of vijfde eeuw. Valentijnsdag (14 februari), de feestdag en vermoedelijke sterfdag van Valentinus van Rome (of Terni), wordt in grote delen van de wereld gevierd als de dag der geliefden.

## De historische Valentijn(s)
Paus Gelasius I riep in 496 14 februari uit tot de dag van de heilige Valentijn. In de tijd van paus Gelasius was er echter geen enkel biografisch gegeven meer over hem bekend. Sint-Valentijn werd genoemd als iemand "die terecht door mensen wordt vereerd, maar wiens daden slechts aan God bekend zijn".

### Valentinus van Rome
Een van deze martelaren zou een Romeins priester zijn geweest die in 269 na Chr. omkwam tijdens de christenvervolgingen onder keizer Claudius II Gothicus (268-270).

### Valentinus van Terni
Een andere Valentijn was bisschop van Terni en zou eveneens in christenvervolgingen de martelaarsdood zijn gestorven. Mogelijk gaat het hier echter om dezelfde persoon.

### Valentinus van Rhetië
7 januari is in Duitstalige landen de feestdag van de vijfde-eeuwse heilige Valentinus van Rhetië, ook wel Valentinus van Passau, met wie bovengenoemde Valentijn(s) soms zijn verward. Hij zou afkomstig zijn uit de Nederlanden en werd omstreeks 435 door paus Leo I gewijd tot bisschop van Raetia. Hij was als rondtrekkend bisschop-missionaris actief in het Duits-Oostenrijkse Donaugebied en overleed omstreeks 475 in het plaatsje Tirol in Zuid-Tirol. Om praktische redenen wordt het hoogfeest van Sint-Valentinus in het bisdom Passau – afwijkend – gevierd op 1 juli, waarvoor in 2018 toestemming werd verkregen van de Congregatie voor de Goddelijke Eredienst en de Regeling van de Sacramenten.

### Valentinus van Tongeren
Een andere Sint-Valentijn of Valentinus zou in de 4e eeuw bisschop van Tongeren zijn geweest, de opvolger van Maximus en de voorganger van Sint-Servaas. Volgens de Sint-Servaaslegende van Jocundus uit de 11e eeuw zou Valentinus aan het einde van zijn leven zijn bisschopsstaf op het altaar hebben gelegd, met het gebod dat alleen een door God gezondene deze mocht opnemen. Vervolgens gaf een engel de staf aan Sint-Servaas. Over het leven van Valentinus van Tongeren is verder niets bekend. Zijn feestdag is op 7 juni. Hij wordt voor het eerst genoemd in de bisschoppenlijst van Heriger van Lobbes uit de 10e eeuw.
In de Sint-Servaaskerk in Maastricht wordt hij zeker vanaf 1039 vereerd. Zijn relieken bevonden zich oorspronkelijk in een stenen sarcofaag, waarin ook relieken van andere bisschoppen van Tongeren-Maastricht werden bewaard. Ze werden waarschijnlijk in de 12e eeuw overgebracht naar de Noodkist. In de 17e eeuw (of eerder) werden ze in een aparte reliekhouder geplaatst, die samen met drie andere reliekgevels en de Noodkist op een altaar in het koor van de kerk stond opgesteld. Sinds eind 19e eeuw bevinden de vier 12e-eeuwse reliekgevels zich in de Koninklijke Musea voor Kunst en Geschiedenis in Brussel. De Sint-Servaasbasiliek bezit twee sets kopieën, waarvan er één deel uitmaakt van een groter schrijn.

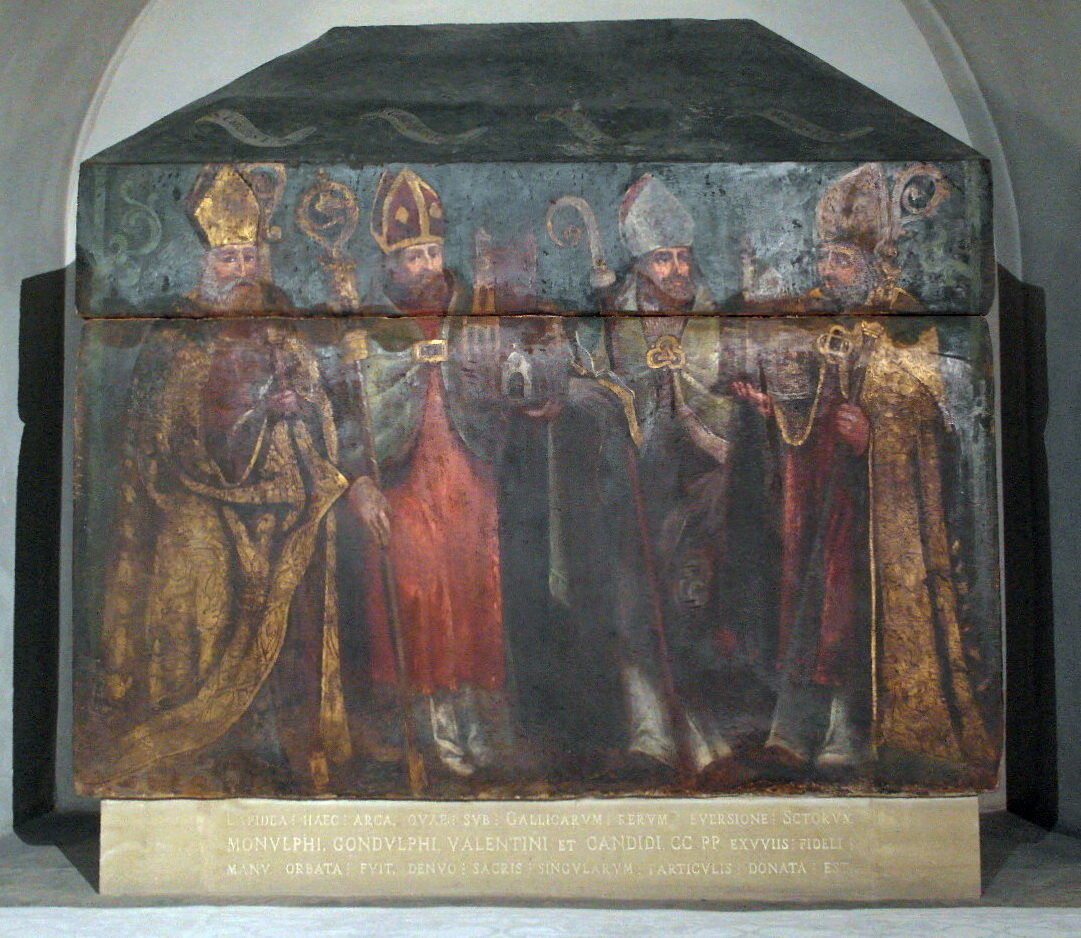
Stenen sarcofaag, Maastricht
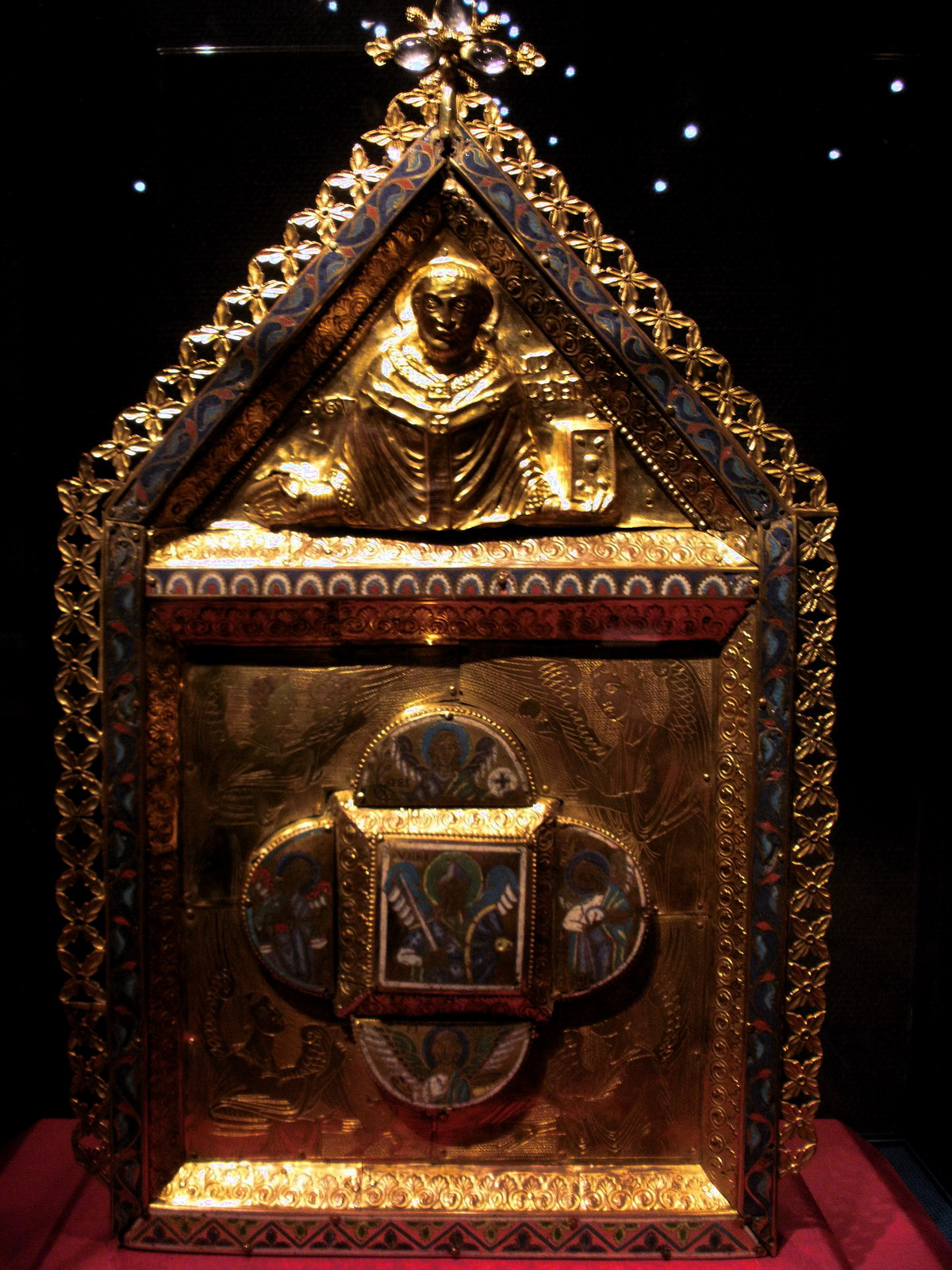
Reliekgevel, Brussel
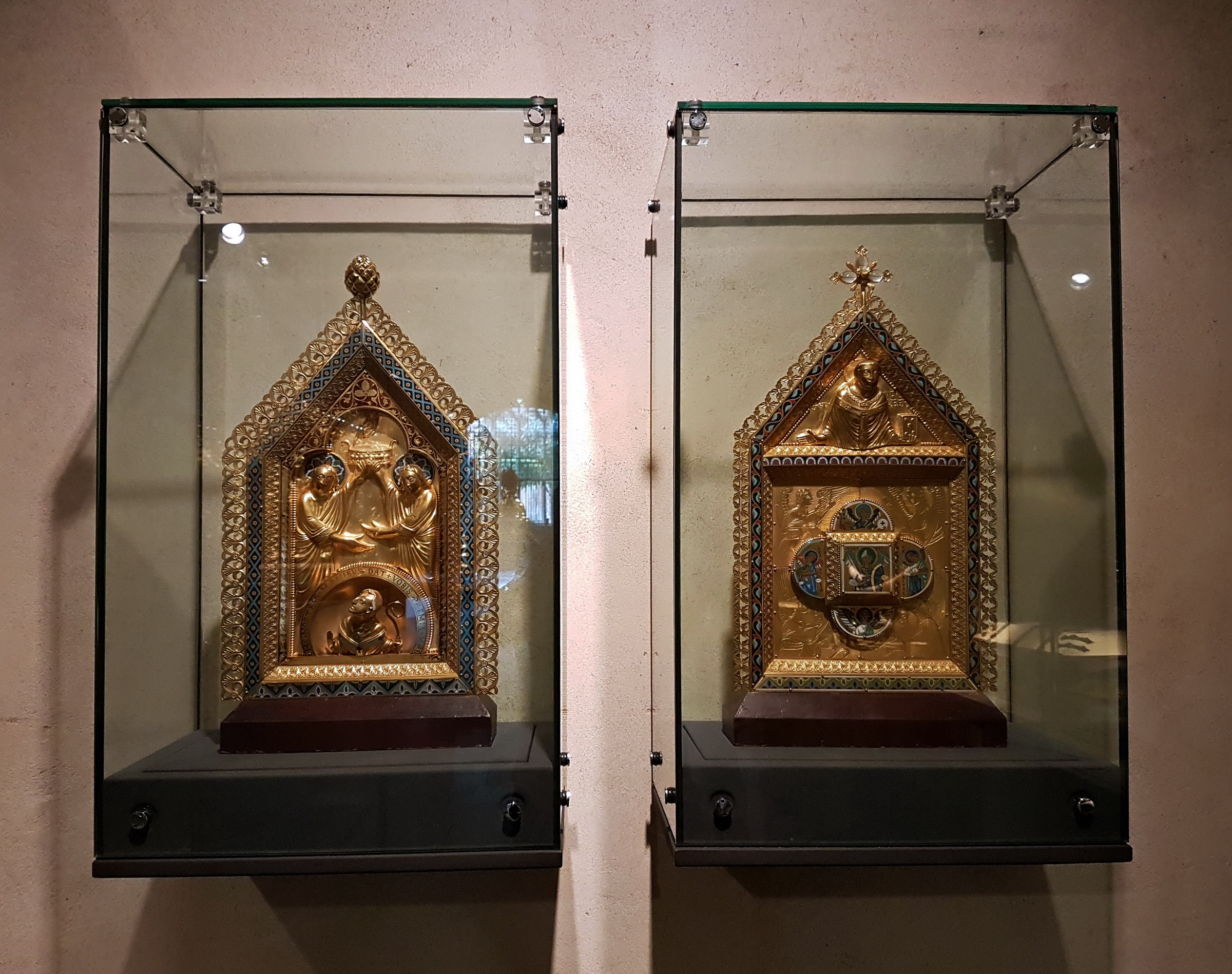
Kopie in Maastricht (rechts)
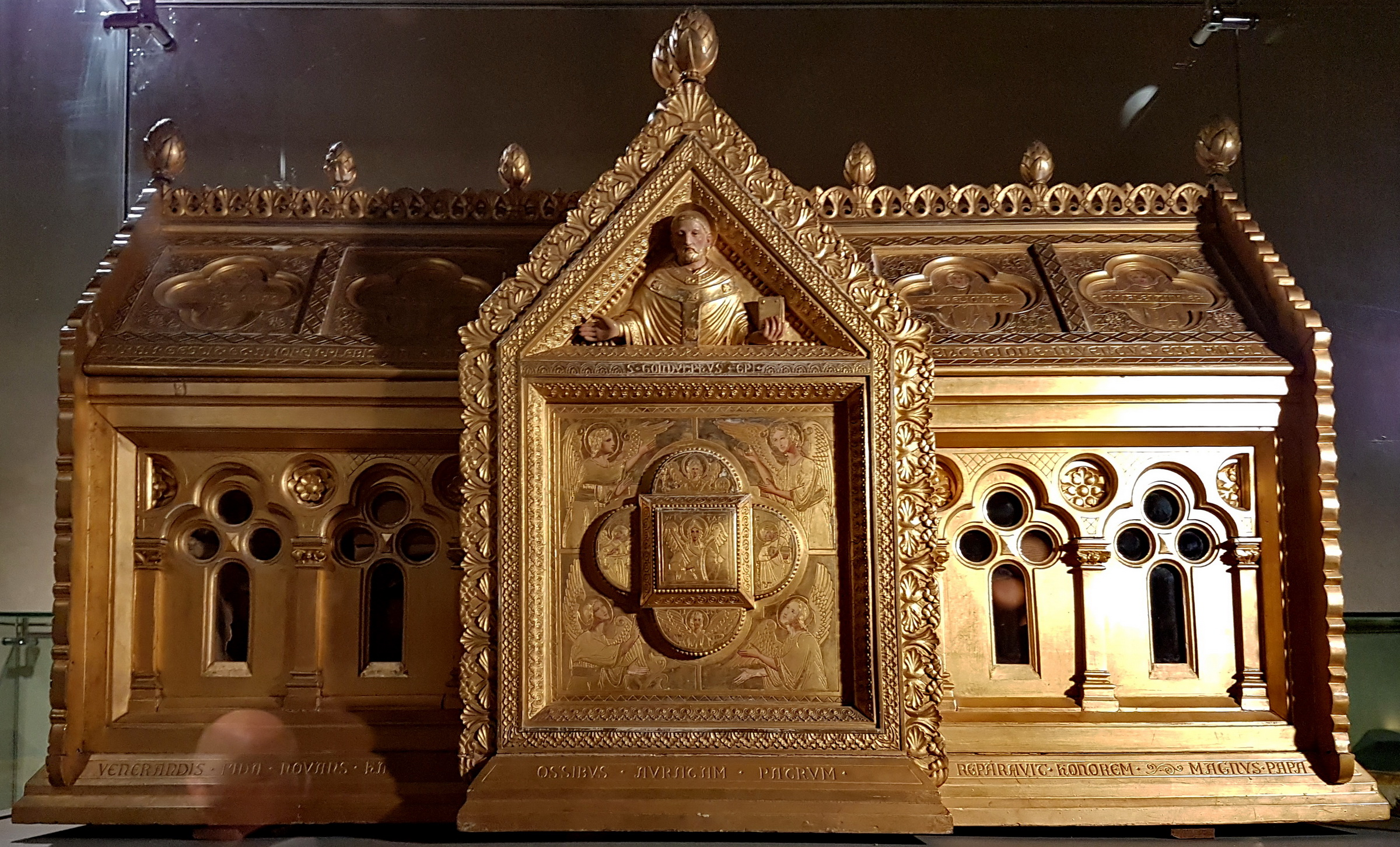
Schrijn in Maastricht

## Legende
Volgens een legende kwam een jong paar bij bisschop Valentijn met het verzoek hen te trouwen. De man was een heidense soldaat, de vrouw een christen. Valentijn vond de liefde zwaarder wegen dan de wetten van de keizer, en huwde het stel. Al gauw kwamen meer paren met hetzelfde verzoek. Hij werd aangegeven en gearresteerd. Toen hij voor de keizer moest verschijnen, probeerde hij die te bekeren. Claudius voelde zich beledigd en liet Valentijn martelen en onthoofden. Dat gebeurde op 14 februari, maar welk jaar het was, is onduidelijk. Voordat het vonnis werd uitgevoerd, zag Valentijn nog kans het dochtertje van de gevangenisbewaarder een briefje toe te stoppen; Van je Valentijn, stond erop.
Volgens een ander verhaal kwam een cipier (of de stadhouder van Rome) bij de toen al in de gevangenis zittende Valentijn met het verzoek zijn blinde dochter te genezen. Valentijn zorgde voor een geneesmiddel, maar dat werkte niet. Op de dag van zijn onthoofding probeerde de vader van het meisje nog wanhopig het vonnis tegen te houden, maar tevergeefs. Na Valentijns terechtstelling ontving het meisje een klein briefje van Valentijn, waaruit een gele bloem viel (als mensen hem om raad vroegen gaf hij hen een bloem, vandaar de bloemengroet op Valentijnsdag). Op het briefje stond 'Van Valentinus' en direct kon ze weer zien. Volgens de legende werd de vader daarna bekeerd tot het christendom.

## Spreuken
Valentijnsdag is een merkeldag. Hierbij horen enkele spreuken die volgens volksgeloof het weer voorspellen.
- Dooi op Sint-Valentijn doet veel water in de wijn.
- Zonneschijn op Sint-Valentijn, geeft goede wijn.
- Is de aarde met Sint-Valentijn in het wit gehuld, dan zijn de weiden en akkers met vreugde vervuld.

- Gemeinsame Normdatei: 119288869
- Library of Congress Control Number: n86122716
- Nationale Bibliotheek van Tsjechië: xx0030038
- Nationale Bibliotheek van Israël: 987007424669805171
- Nationale Bibliotheek van Polen: a0000001023676
- Virtual International Authority File: 57421383
- WorldCat: E39PBJcBVGCycDvGtvTc76rwmd